# Гайнца, Ян
Ян Га́йнца, псевдонимы — Бра́нибор, Несвачидльский, Шчи́пальца, Шчи́пальцец Ян, немецкий вариант — Йоганн Гайнце (в.-луж. Jan Hajnca (Branibor, Njeswačidlski, Šćipalca, Šcipalcec Jan), нем.  Johann Heinze, 13 ноября 1852 года, деревня Несвачидло, Лужица, Саксония — 31 марта 1926 года, деревня Велечин, Лужица, Германия) — серболужицкий народный поэт.
Родился в 1856 года в серболужицкой деревне Несвачидло в крестьянской семье. С 1867 по 1869 года — ученик мельника. Трудился помощником мельника и на других работах в различных деревнях в окрестностях Дрездена и Лейпцига. С 1883 по 1919 года — мелкий торговец, ткач в Корзыме. В 1919 году вышел на пенсию. Проживал в деревне Велечин, где скончался в 1926 году.
Творчество
На его поэтическую деятельность повлияло творчество серболужицкого поэта Пета Млонка. В 1876 году при содействии Яна Арношта опубликовал свои первые стихотворения в газете «Serbske Nowiny». В 1876 году вступил в культурно-просветительскую организацию «Матица сербо-лужицкая».
Некоторые его стихотворения приобрели большую популярность среди лужичан, в частности «Maćernu rěč lubuju», которое было опубликовано в 1877 году. В 1925 году вышел его поэтический сборник «Jana Hajncy Serbske basnje a pěsnje».